# Oocystales
Oocystales, nekadašnji red zelenih algi u koji je uključivana porodica Oocystaceae i Eremosphaeraceae, koja se danas vodi pod redom Chlorellales. Najvažniji je rod Oocystis, po kojemu su i porodica i red imenovani.
Porodica Eremosphaeraceae, danas se također vodi pod redom Chlorellales.